# Ik hoop dat 't nooit ochtend wordt (single)
Ik hoop dat 't nooit ochtend wordt is een single van Gerard Cox. Het is afkomstig van zijn album Ik hoop dat 't nooit ochtend wordt. Het album werd naar de single genoemd. Het was opnieuw een cover, dit maal van een Frans/Italiaans lied.
Weinig tot niets was een eigen nummer van Cox geschreven met Hugh den Ouden.
De single haalde alleen de tipparade.